# Krzywogoniec
Krzywogoniec (niem. Krummstadt) – wieś borowiacka w Polsce położona w województwie kujawsko-pomorskim, w powiecie tucholskim, w gminie Cekcyn, nad jeziorem Krzywogoniec.
W latach 1975–1998 miejscowość administracyjnie należała do województwa bydgoskiego. Według Narodowego Spisu Powszechnego (III 2011 r.) liczyła 187 mieszkańców. Jest dwunastą co do wielkości miejscowością gminy Cekcyn.